# 凤凰镇 (来宾市)
凤凰镇，是中华人民共和国广西壮族自治区来宾市兴宾区下辖的一个乡镇级行政单位。

## 行政区划
凤凰镇下辖以下地区：
凤凰社区、陈塘社区、大许村、三凌村、牛角村、新安村、新隆村、富尧村、那马村、龙岩村、维都村、黄塘村、龙头村、北五村、麦村、白山村、佳田村、三里村、古楼村、武宜村和凤凰华侨农场生活区。